# أحمد بن حمزة الرسي
```
أحمد بن حمزة بن الحسن الحمزي الرسي الحسني الهاشمي القرشي
، الملقب ب (
شمس الدين
) و (
شرف آل الرسول
) و (
المنصور بالله
). من الجيل السابع من سلالة 
القاسم الرسي بن إبراهيم طباطبا
. تولى الإمامة في 
اليمن
 مابين عام 
503 هـ
، وعام 
504 هـ
 على الولايات الثلاث 
صعدة
 
وصنعاء
 
وزبيد
، ثم هرب من 
زبيد
 إلى 
صعدة
 فارا من 
بني مهدي
 الذي كادوا هم ورجالهم أن يقتلوه، وتوفي في نفس العام الذي هرب فيه إلى 
صعدة
. وبعد وفاته، رحل ابنه 
مالك
 إلى 
حضرموت
. الإمام أحمد بن حمزة هو ثاني أكبر أبناء أبيه، وهو آخر من توفي منهم.
```

## نسبه
أحمد بن حمزة بن الحسن بن عبدالرحمن بن يحيى بن عبدالله بن الحسين الحافظ بن القاسم الرسي بن إبراهيم طباطبا بن إسماعيل الديباج الأكبر الشريف الخلاص بن إبراهيم الشبه الغمر بن الحسن بن الحسن بن علي رضي الله عنهما بن أبي طالب بن عبد المطلب بن هاشم بن عبد مناف بن قصي بن كلاب بن مرة بن كعب بن لؤي بن غالب بن فهر بن مالك بن النضر بن كنانة بن خزيمة بن مدركة بن إلياس بن مضر بن نزار بن معد بن عدنان بن إسماعيل بن إبراهيم عليهما الصلاة والسلام.
وأمه هي السيدة:
فاطمة بنت الحسن بن محمد بن أحمد بن محمد الأصغر النقيب بن الحسن الأعور بن عبد الله الأشتر بن محمد النفس الزكية بن عبد الله بن الحسن المثنى بن الحسن بن الحسن بن علي رضي الله عنهما بن أبي طالب بن عبد المطلب بن هاشم بن عبد مناف بن قصي بن كلاب بن مرة بن كعب بن لؤي بن غالب بن فهر بن مالك بن النضر بن كنانة بن خزيمة بن مدركة بن إلياس بن مضر بن نزار بن معد بن عدنان بن إسماعيل بن إبراهيم عليهما الصلاة والسلام.

### ابنه
1. مالك: عالم فاضل ونسابة، ومن ذريته النسابة المقرء بالمدينة المنورة السيد محمد بن الحسين بن قتادة بن مزروع بن علي بن مالك بن حمزة الرسي.

### اخوانه
1. محمد
2. يحيى: (ذي الشرفين - أبو المظفر)، (وهو ذو علم وأخلاق وأدب) وهو جد الأشراف الكباسية.
3. علي: (كان ورعا تقيا، ومن أعلم أبناء الإمام حمزة بالدين)

```
من ذريته الامام عبدالله بن حمزة 
```

والامام يحيى بن الحسن بن حمزة
والامام المتوكل المطهر بن محمد 
والسيد العلامة المطهر بن محمد بن تاج الدين
```
القائم بأمر الله مع الامام يحيى شرف الدين وغيرهم الكثير.
```

1. سليمان.
2. عبد الله.لاعقب له.
3. جعفر.
4. عبد الرحمن.
5. توران.
6. الحسين.
7. الناصر.
8. داود.
9. إبراهيم.
10. الشريفة زينة (ملكة وعالمة فاضلة تقية صالحة حكمت 40 مخلاف من من اصل 80 مخلاف من مخاليف اليمن ).

## سيرته
في فترة فتن اليمن، والتي كانت دائما ومنذ القدم تشعل من قبل الإسماعيلية الشيعة، وبعد مقتل والده الإمام حمزة وأخيه الأكبر والشقيق الإمام محمد، ثأر لهم أحمد بن حمزة، وأفلح قليلا في ثأره لوالده، رغم أنه لم يستطع قتل الشيعي عامر بن سليمان الزواحي قاتل أبيه وأخيه، وبعد سقوط دولة بني صليح باليمن، ومنذ أن أصبح الملوك بني النجاح متملكين على اليمن. وكان وقتها أحمد بن حمزة في بمكة المكرمة يحج ويعتمر، وعاد إلى اليمن متملكا على صعدة وصنعاء كما كان آبائه وأجداده متملكين عليهما مسبقا، ولم يكن إماما في ذلك الوقت.

## بيعته للإمامة وإمامته ووفاته
استدعى أهل زبيد الإمام أحمد بن حمزة بن الحسن الرسي لينصرهم على علي بن مهدي الخارجي حين حاصرهم وبها فاتك بن محمد من بني نجاح فأجابهم على أن يقتلوا فاتكا فقتلوه سنة 503 هـ وملكوا عليهم أحمد بن حمزة إماما وأميرا للمؤمنين، ولقب بشرف آل الرسول والمنصور بالله، وكان يلقب قبل ذلك بشمس الدين.
في شهر رجب سنة 504هـ، أتى علي بن مهدي الخارجي للمعركة، فلم يطق الإمام أحمد بن حمزة الأول مقاومة علي بن مهدي الخارجي، ففر عن زبيد وملكها ابن مهدي، وعاد إلى صعدة، ولكن علي بن مهدي أرسل رجاله لقتل الإمام أحمد لسببين:
1. «كافر» بالنسبة لعلي بن مهدي، لأنه على الزيدية.
2. لا يريد علي الخارجي عودة الإمام أحمد إلى الإمامة والسلطة مرة أخرى، (لأنه كان كالشوكة في حلقه) فأراد اغتياله بإرسال رجاله، إلا أنه توفي بصعدة وسلم من القتل.

## كتاب ابن خلدون
ذكر ابن خلدون
«وجعل يشن الغارات على أرض تهامة وأعانه على ذلك خراب النواحي بزبيد فأخرب سابلتها ونواحيها وانتهى إلى حصن الدائر على نصف مرحلة من زبيد وأعمل الحيل في قتل مسرور مدبر الدولة فقتل كما مر وأقام يخيف زبيد بالزحوف قال عمارة: زاحفها سبعين وحفا وحاصرها طويلا‌ واستمدوا الشريف أحمد بن حمزة الرسي صاحب صعدة فأمدهم وشرط عليهم قتل سيدهم فاتك فقتلوه سنة ثلا‌ث وخمسمائة وملك عليهم الشريف ثم عجز وهرب عنهم واستولى علي بن مهدي عليها في رجب سنة أربع وخمسمائة ومات لثلا‌ثة من ولايته».
وذكر ابن خلدون أيضا
«قال عمارة: وفي سنة إحدى وخمسمائة توفي فاتك بن المنصور وولي بعده ابن عمه وسميه فاتك بن محمد بن فاتك وسـرور قائـم بوزارتـه وتدبيـر دولتـه ومحاربة أعدائه. وكان يلا‌زم المسجد إلى أن دس عليه علي بن مهدي الخارجي من قتله في المسجد وهو يصلي العصر يوم الجمعة ثاني عشر صفر سنة إحدى وخمسمائة. وثار السلطان بالقاتل فقتل جماعة من أهل المسجد ثم قتل واضطرب موالي نجاح بالدولة وثار عليهم ابن مهدي الخارجـي وحاربهـم مـراراً وحاصرهـم طويـلا‌ً واستعانـوا بالشريـف المنصـور أحمـد بـن حمـزة الرسي (ومكتوب السليماني خطأ وهو من الأشراف بني الرسي وليس من الأشراف بني سليمان) وكـان يملـك صعدة فأغاثهم على أن يملكوه ويقتلوا سيدهم فاتك بن محمد فقتلوه سنة ثلا‌ث وخمسمائة وملكوا عليهم الشريف أحمد فعجز عن مقاومة ابن مهدي وفر تحت الليل وملكها علي بن مهدي سنة أربع وخمسمائة».

### وفاته
في عام 504 هـ، عاد الخارجي علي بن مهدي مرة أخرى لاستعادة مدينة زبيد وانتزاعها من يد الإمام أحمد، وقد زحف إلى زبيد بجيش هائل لا قدرة للإمام أحمد وابنه مالك على مواجهته، أو حتى الدفاع عن أهل مدينة زبيد الضعفاء، فخرج هو وأبنة تحت جنح الليل إلى مدينة صعدة.
وفي صعدة، أوصى الإمام أحمد ابنه بوصايا عديدة منها: أن يبتعد عن الإمامة الزيدية وما فيها، وعن الملوك والأمراء، وأن لا يبحث عن الملك والسلطة، وأن يرحل عن صعدة إلى حضرموت، وبعدها توفي الإمام أحمد، ورحل مالك بعد دفن أبيه إلى حضرموت.
وقد أرسل ابن مهدي الخارجي ورائهم رجال لقتل الإمام أحمد حتى لا يعود إماما مرة أخرى، ولأنه كافر يحل دمه، ولكن عند وصولهم لصعدة، فوجئوا بأن الإمام أحمد قد توفي قبل وصولهم بأيام.

### عقبه
من أعقاب الإمام أحمد مالك (المتوكل على الله) والذي هرب إلى حضرموت وتوفي فيها.